# Flugplatz Ruhnu

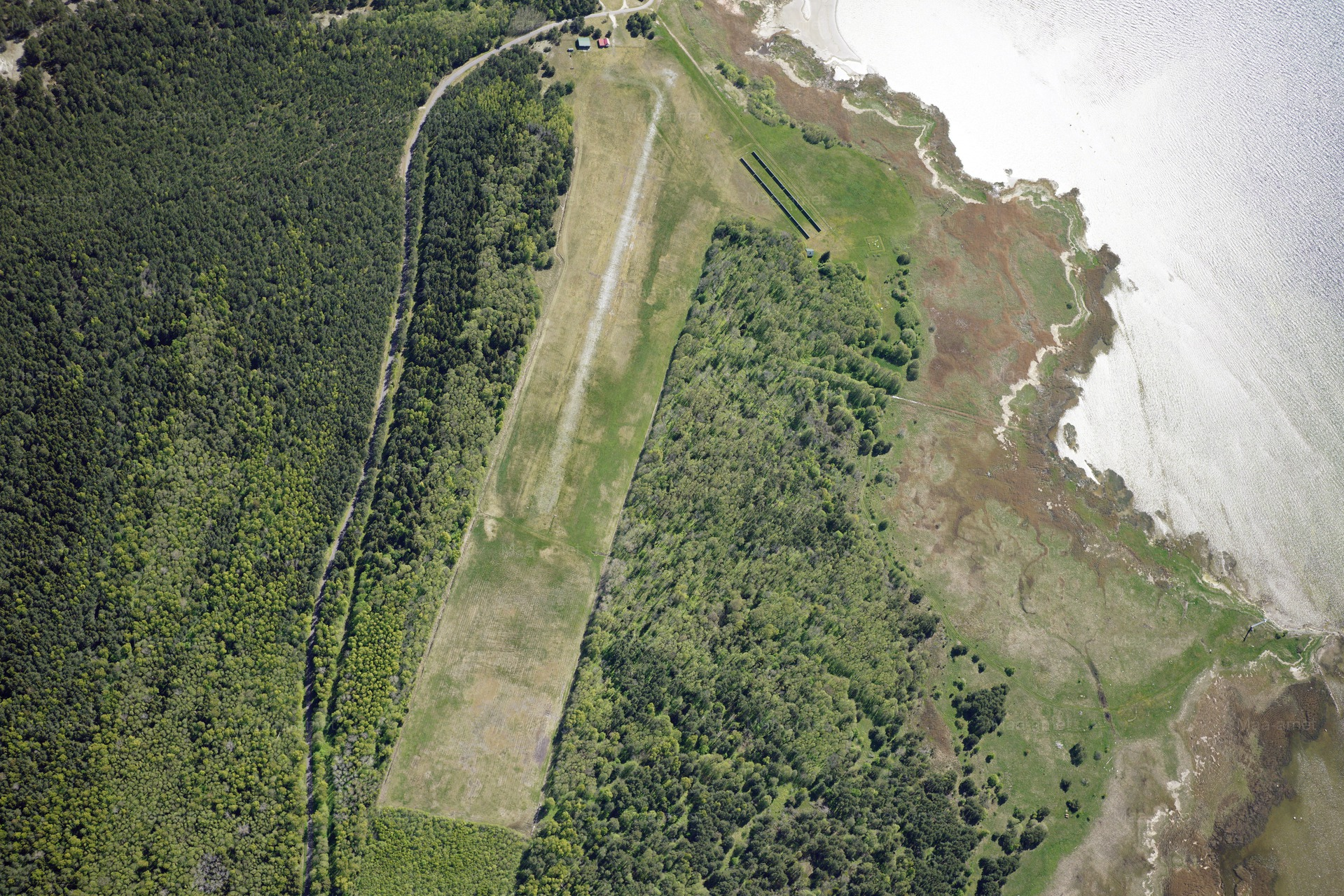
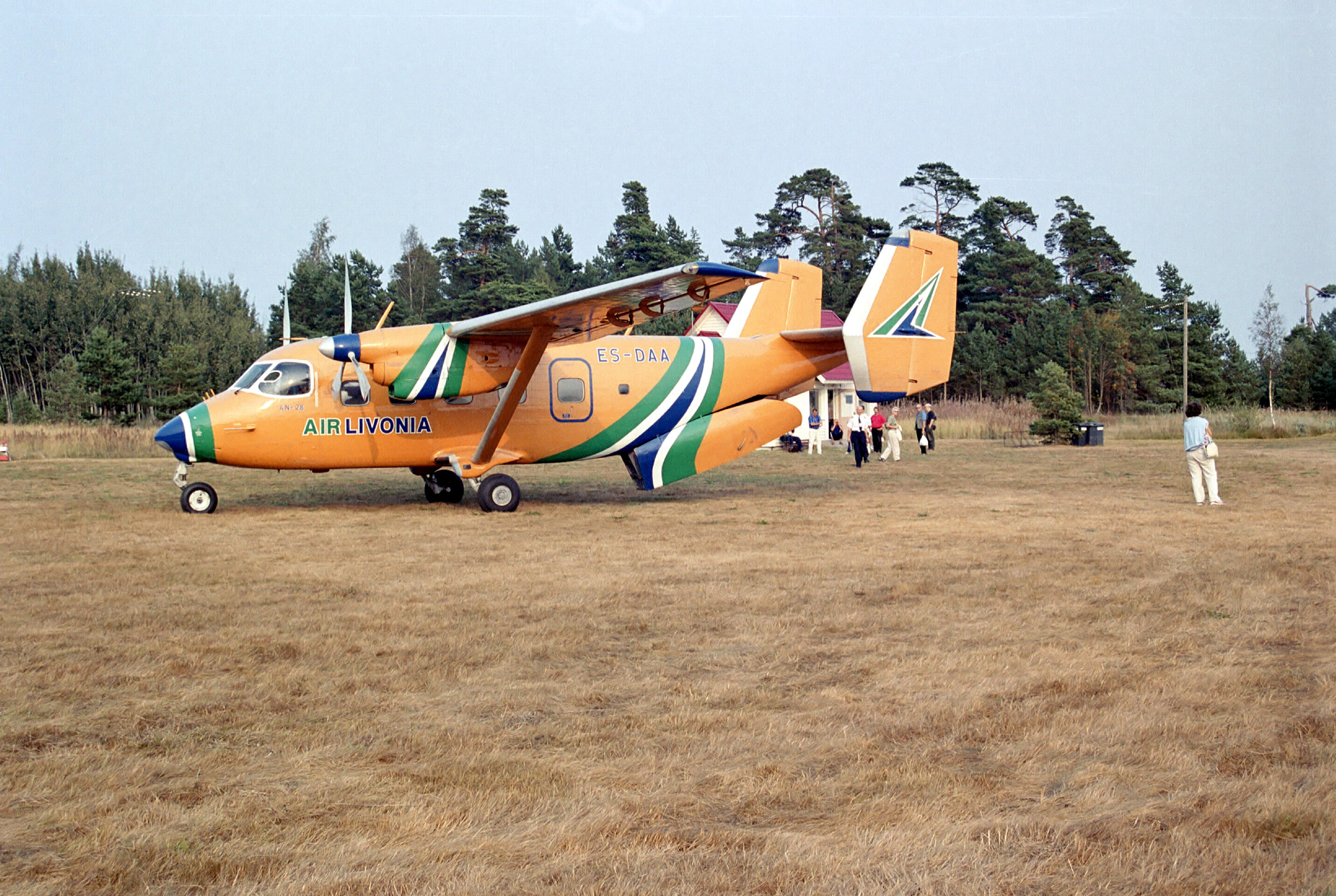
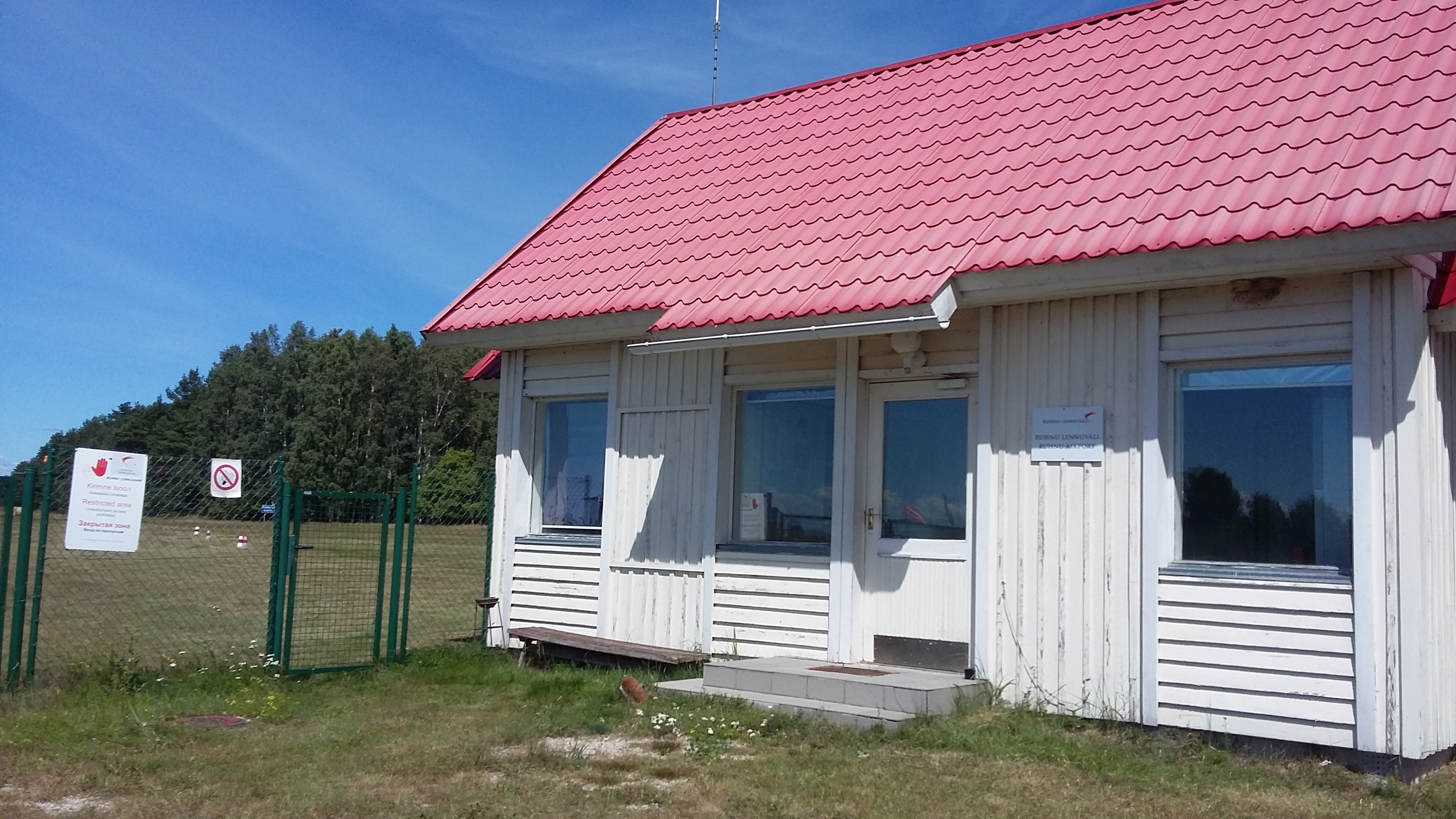

i7
i11
i13
Der Flugplatz Ruhnu (estnisch Ruhnu lennuväli, ICAO-Code: EERU) befindet sich im Süden der estnischen Insel Ruhnu in der Rigaer Bucht.
Die Start- und Landebahn ist 600 m lang und 60 m breit. Sie ist nicht asphaltiert. Die Bahn kann Flugzeuge bis zu einem Gewicht von sieben Tonnen aufnehmen. Neben ihr befindet sich ein neu errichtetes Flughafenterminal.
Eigentümer ist der Flughafen Kuressaare, der dem Betreiber des Flughafens Tallinn (Tallinna Lennujaam AS) gehört.
Regelmäßige Flugverbindungen von und nach Ruhnu gibt es mit Pärnu und Kuressaare. Die Luftentfernung nach Kuressaare beträgt 75 km. Die Flüge werden von November 2006 bis 2014 von der deutschen Firma LFH durchgeführt. Sie hat dazu eine Britten-Norman BN-2 Islander mit einem Berufspiloten in der estnischen Stadt Pärnu stationiert.